# Hay (Washington)
Hay az Amerikai Egyesült Államok északnyugati részén, Washington állam Whitman megyéjében elhelyezkedő önkormányzat nélküli település. A helységen nem végeznek népszámlálást.